# Kay O'Neill
Kay O’Neill est une personnalité de la bande dessinée néo-zélandaise, écrivant et dessinant plusieurs livres ou webcomics. O'Neill est surtout célèbre pour Le Cercle du Dragon-Thé, série lancée en ligne en 2016 et doublement récompensée lors de la cérémonie des prix Eisner 2018.

## Biographie
O'Neill est autodidacte en tant qu'artiste, a produit plusieurs bandes dessinées et romans graphiques, et s'est constitué un public de fans en publiant sa page Tumblr, comme Princess Princess, qui a ensuite été publiée sous en album par l'éditeur américain Oni Press sous le titre Princess Ever After. O'Neill souligne « un autre type d'accessibilité et de visibilité qui vient avec un livre, en particulier un livre qui est à portée de main des enfants dans les écoles et les bibliothèques ».
Ses bandes dessinées, destinées à tous les âges, couvrent des histoires fantastiques et des tranches de vie et ont remporté de nombreux prix, en particulier Le Cercle du Dragon-Thé (The Tea Dragon Society), qui a reçu deux Prix Eisner, un Prix Harvey et un Prix Dwayne McDuffie pour les BD destinées aux enfants, et qui a reçu deux suites. 
En dehors de ses bandes dessinées, O'Neill exerce le métier d'illustrateur indépendant à plein temps.
Le travail de O'Neill inclut souvent des personnages LGBT+ et des messages positifs, considérant que l'inclusivité est importante et que les médias « devraient refléter la diversité du monde qui nous entoure ». Mey, rédactrice d'Autostraddle, a déclaré que Princesse Princesse « a des personnages de différentes races et de différentes morphologies. Il y a deux princesses qui sont leurs propres héroïnes et qui n'ont pas besoin de changer qui elles sont pour se sauver et sauver le monde. Il y a un couple homosexuel très mignon. Et tout cela dans une bande dessinée pour tous les âges ». O'Neill a déclaré « avec la conscience d'une nouvelle génération, j'aimerais essayer de faire des livres qui inspirent la gentillesse, l'acceptation de soi et la responsabilité sociale ».
En décembre 2020, O'Neill annonce sur ses réseaux sociaux préfère qu'on l'appelle « Kay » et que soit utilisé en anglais les pronoms « they/them ».

## Œuvres

### Webcomics (non traduits)
- Counting Stars (2012)
- Song of the Wheel (2012)
- The Girl from Hell City (2013)
- The Girl With Eyes Like a Cat (2013)
- Don't Let Go (2013)
- Below the Waves (2014)
- Mushrooms (2014)
- How to Date Your Dragon (2020)

### Albums en français
Les albums en anglais sont publiés par Oni Press depuis 2017. Certains l'ont été sous le nom Katie O'Neill ou K. O'Neill. Ils sont traduits en français par Bliss Éditions depuis 2020. 
- Le Dragon-Thé :

1. Le Cercle du Dragon-Thé, 2020
2. Le Festival du Dragon-Thé, 2021
3. La Tapisserie du Dragon-Thé, 2022

- Princesse Princesse, 2020
- La Baie de l'Aquicorne, 2020
- Gouttelette, le Petit Axolotl, 2022
- La Gardienne des Papillons, 2023
- Le Chant de nos pas, 2025

## Prix
- 2018 : Prix Eisner de la meilleure publication pour enfants pour Le Cercle du Dragon-Thé[1]
- 2018 : Prix Eisner du meilleur webcomic pour Le Cercle du Dragon-Thé[1]
- 2018 : Prix Dwayne McDuffie de la meilleure publication pour enfants pour Le Cercle du Dragon-Thé[2]
- 2018 : Prix Harvey du meilleur livre pour enfants et jeunes adultes pour Le Cercle du Dragon-Thé[3]